# Гавин Смит
Гавин Смит (на английски: Gavin Smith) е шотландски писател на произведения в жанра милитари научна фантастика и фентъзи. Пише и под съвместния псевдоним Гавин Диас (Gavin Deas) с писателя Стивън Диас.

## Биография и творчество
Гавин Грант Смит е роден на 1968 г. в Дънди, Шотландия. Получава бакалавърска степен по филмография (сценаристика) и магистърска степен по средновековна история. Живял е в Камбърли, Хейлинг Айлънд, Портсмут, Хъл, Лиймингтън Спа.
През 2010 г. е публикуван първият му роман „Ветеран“ от едноименната поредица. Романът представя апокалиптичното бъдеще и бруталната война с непредсказуеми извънземни, в която герой е ветеранът Джейкъб Дъглас. Той нарушава правилата и преминава през жестоки битки, със стари и нови приятели, в търсене на истината и изобличаване престъпленията на Кликата.
Собственик е на собствена маркетингова компания.
Гавин Смит живее в Лестър.

## Произведения

### Като Гавин Смит

#### Самостоятелни романи
- The Age of Scorpio (2012)
- Crysis: Escalation (2013)

#### Серия „Ветеран“ (Veteran)
1. Veteran (2010)
Ветеран, изд. ИК „Колибри“, София (2013), прев. Радостин Желев
2. War in Heaven (2011)
Война в небесата, изд. ИК „Колибри“, София (2016), прев. Емануил Томов
3. The Beauty of Destruction (2016)

#### Серия „Легион от копелета“ (Bastard Legion)
1. The Hangman's Daughter (2017)

#### Сборници
- Quantum Mythology (2015)

#### Новели
- DogFellow's Ghost (2008)
- The Beauty of Destruction (2016)

#### Разкази
- The Beauty of Our Weapons (2016)

### Като Гавин Диас

#### Серия „Империи“ (Empires)
1. Infiltration (2014)
2. Extraction (2014)

#### Участие в общи серии с други писатели

##### Серия „Елитен: Опасните“ (Elite: Dangerous)
1. Wanted (2014)

от серията има още 4 романа от различни автори